# Le Château d'Eppstein
Le Château d'Eppstein est un roman fantastique d’Alexandre Dumas père, écrit avec la collaboration de Paul Meurice, paru en 1843.
Le roman raconte la vie et les amours de deux générations de comtes d’Eppstein, rythmées par les apparitions d’Albine, jeune femme assassinée par son mari jaloux la nuit de Noël.

## Historique
Publié initialement dans la Revue de Paris en 7 livraisons, du 4 juin au 16 juillet 1843, sous le titre d'Albine, Le Château d’Eppstein est édité sous son titre définitif en trois volumes chez Louis de Potter en juin 1844 (p. 335).

## Résumé
« Nous sommes en septembre 1789… » Contrairement à son frère cadet Conrad, condamnée à l’exil par son père pour avoir épousé en secret une roturière, le comte Maximilien d’Eppstein, veuf de sa première épouse et père d’un jeune fils, contracte une union digne de son nom avec Albine de Schwalbach. Un an plus tard, à l’approche des armées françaises, le comte abandonne son épouse au château. Elle y fera la connaissance de Jacques, soldat français blessé qui séjournera deux mois à Eppstein. Jacques parti, Maximilien revient au château, où il apprend le séjour de Jacques et la grossesse de sa femme.
Convaincu d’avoir été trompé par Albine, le comte refuse de la voir jusqu’à ce que la veille de Noël, elle se présente devant lui pour affirmer son innocence. Fou de rage, Maximilien la pousse et la tue. Un médecin parvient à sauver le fils du corps de sa mère morte. Un mois après sa disparition, Albine réapparaît à Maximilien, pour lui annoncer que, par-delà la mort, elle veillera sur son fils Everard.
Conformément au testament d’Albine, Everard est élevé par Wilhelmine, fille du garde-chasse du château, qui vient elle-même de devenir mère d’une enfant nommée Rosemonde.
Dix ans plus tard, après la mort de sa mère, Rosemonde est envoyée, sur recommandation testamentaire d’Albine, au couvent du Tilleul-Sacré. De son côté, Everard vit dans la forêt des jours paisibles, bercés par la voix de sa mère disparue.
Cinq autres années se sont écoulées lorsque Rosemonde revient à Eppstein. Un soir, Everard se rend au château, où il rencontre son père, qu’il ne reconnaît pas et qui le frappe. Le soir même, une Albine menaçante apparaît de nouveau au comte et lui laisse la chaîne avec laquelle elle a été enterrée afin qu’il ne doute pas de sa venue. Maximilien décide de ne plus revenir au château.
Rosemonde et Everard passent des mois heureux dans la nature, où la jeune fille a soin de compléter l’éducation de son frère de lait. Ils s’apercevront bientôt de leur amour réciproque.
Cependant, le comte d’Eppstein est désormais décidé à renouer avec Everard : son aîné mort, il a besoin que son cadet épouse la maîtresse du Prince pour garder son statut à la cour. Celui-ci refuse et retourne dans la maison du garde-chasse, où il est surpris par son père en compagnie de Rosemonde. Il faudra l’intervention inattendue de Conrad pour empêcher que le père n’abatte le fils. Les deux frères rentrent au château, où le cadet explique à Maximilien que ce Jacques tant haï n’est autre que lui-même, Conrad d’Eppstein, engagé dans l’armée révolutionnaire française.

Donnant congé à son frère, sans repentir, Maximilien s’enferme dans sa chambre. C'est la veille de Noël. On le retrouve au matin « étranglé par deux tours de la chaîne d’or. [...]
Conrad, atteint d’une balle au cœur, tomba à Waterloo.
Rosemonde, un an après, prononça ses vœux à Vienne.

Éverard demeura solitaire à Eppstein, continuant d’habiter la chambre où s’étaient accomplis les terribles événements que nous venons de raconter. »

## Cadre spatial et temporel
Toute l’action du roman a lieu dans la citadelle éponyme, l'un des burgs chers aux romantiques, et dans la forêt qui l’entoure, situés dans l’actuel land de Hesse. 
Bien que le roman se déroule de 1789 à 1815, il y est fort peu question « du grand et terrible drame joué par la France et l’Europe » de la Révolution Française à la chute de Napoléon.
Comme le précise le narrateur au chapitre VIII au sujet des années 1803-1808 : « Nous ne sommes que l’historien d’un château et d’une chaumière entre Francfort et Mayence, et ces cinq années, si fécondes pour l’univers, furent pour ce château et cette chaumière si peu remplies, que ce n’est pas la peine d’en parler. »

## Personnages
- Albert d’Eppstein : Fils de Maximilien et Thécla d’Eppstein.
- Albine de Schwalbach : Fille du Duc de Schwalbach, seconde épouse de Maximilien d’Eppstein, mère d'Everard. Elle apparaîtra après sa mort à son mari et son fils. Pour Anne-Marie Callet-Bianco « plus qu’une victime de roman gothique, c’est une héroïne de conte médiéval (p. 24)[1]. »
- Aloysius : Chapelain d’Eppstein et précepteur d’Everard.
- Conrad d’Eppstein : Fils cadet de Rodolphe et Gertrude d’Eppstein, frère de Maximilien. D’un tempérament exalté, il est renié par son père pour s’être marié en secret à une roturière : Noémi. Pour Anne-Marie Callet-Bianco « personnage complexe, étranger à lui-même, il représente une génération perdue dépassée par l’histoire (p. 25)[1]. »
- Docteur Blazius : Précepteur ridicule destiné à compléter les connaissances d’Everard d'Eppstein. Blazius est le nom d'un personnage de la pièce d'Alfred de Musset On ne badine pas avec l'amour.
- Duc de Schwalbach : Père d’Albine de Schwalbach et ancien compagnon d’armes de Rodolphe d’Eppstein.
- Duchesse de B*** : Maîtresse du Prince, que Maximilien d’Eppstein songera à marier à son fils aîné Albert, puis, après la mort de celui-ci, à Everard.
- Everard d’Eppstein : Fils de Maximilien et Albine d’Eppstein, frère de lait de Rosemonde. Pour Anne-Marie Callet-Bianco « c'est d'abord un garçonnet sauvage puis un jeune homme naïf, frère cadet des héros de romance, mais rongé par le doute des enfants du siècle (p. 24)[1]. »
- Gaspard : Garde-chasse du château d’Eppstein et père de Noémi.
- Gertrude d’Eppstein : Mère de Maximilien et Conrad d'Eppstein, épouse de Rodolphe, elle cache difficilement ses sentiments maternels lorsque son mari renie son fils cadet.
- Gretchen : Fille du bailli d’Alpoening, abusée par Maximilien d’Eppstein et morte noyée - peut-être assassinée par Maximilien.
- Jonathas : Mari de Wilhelmine, père de Rosemonde, il sera garde-chasse du château d’Eppstein à la suite de son beau-père Gaspard.
- Lucile de Gansberg : Amie de Rosemonde au couvent du Tilleul-Sacré.
- Maximilien d’Eppstein : Fils aîné de Rodolphe et Gertrude d’Eppstein, frère de Conrad. D’un premier mariage, avec Thécla, il a un fils : Albert. Everard naîtra de son union avec Albine de Schwalbach. Pour Anne-Marie Callet-Bianco « pétri d’orgueil nobiliaire mais prêt à toutes les turpitudes, violent mais lâche, fuyant devant les armées révolutionnaires, il cumule toutes les tâches (p. 24)[1]. »
- Noémi : Fille de Gaspard, sœur de Wilhelmine et épouse de Conrad d'Eppstein.
- Rodolphe d’Eppstein : Père de Conrad et Maximilien d'Eppstein, mari de Gertrude. Très sensible à l’honneur de son nom, il renie son fils Conrad car il s’est marié en secret avec une jeune femme de condition inférieure.
- Rosemonde : Fille de Jonathas et Wilhelmine, sœur de lait d’Everard d'Eppstein.
- Thécla d’Eppstein : Première épouse de Maximilien d’Eppstein et mère d’Albert, elle est décédée un an avant le début de l’histoire.
- Wilhelmine : Fille de Gaspard, sœur de Noémi, épouse de Jonathas, elle est la mère de Rosemonde et la nourrice du fils de son amie Albine de Schwalbach.

## Structure du récit
Dans une longue introduction, le comte Elim raconte à une assemblée dont fait partie Alexandre Dumas sa visite au château d’Eppstein, un quart de siècle après les faits relatés dans le roman. Les 23 chapitres qui suivent sont l’ouvrage qu’a rédigé le comte d’Elim à partir du récit qu’un professeur de Francfort lui a fait des événements survenus au château, et dont il donne lecture à ses amis.
Le fait que le récit qui fait l'objet du roman soit enchâssé, et que l'un de ses auditeurs dans le récit-cadre soit Alexandre Dumas, efface la frontière entre fiction et réalité et ajoute à l’efficacité du fantastique (p 15-16). 

## La part de Paul Meurice
La participation de Meurice au Château d’Eppstein est considérable. Anne-Marie Callet-Bianco relève que « le jeune homme fournit à Dumas des textes déjà très avancés (p. 339).»
Les principales modifications apportées par Dumas sont les suivantes : changement de titre (la roman s’intitulait Albine dans la version de Meurice) (p. 23) ; ajout de la légende selon laquelle les comtesses d’Eppstein mourant la nuit de Noël ne meurent qu’à moitié (p. 17) ; ajout du récit-cadre de l’introduction (p. 16).
Ces changements permettent de renforcer le caractère fantastique du récit initial de Meurice (p. 15-16).

## Place dans l'œuvre de Dumas
Rédigé un an avant Les Trois Mousquetaires et Le Comte de Monte-Cristo, Le Château d’Eppstein explore des thématiques présentes dans d’autres œuvres de Dumas.
L’accent mis sur l’éducation et le savoir comme moyens d’améliorer sa condition se retrouve dans Le Comte de Monte Cristo, où Dantès multiplie les études lors de sa captivité au Château d’If (p.26).
La tonalité fantastique se manifeste dans d’autres ouvrages de Dumas, notamment le roman La Femme au collier de velours et le recueil de nouvelles Les Mille et Un Fantômes (p. 30-31).
La thématique de l’Allemagne, enfin, est présente dans plusieurs autres romans de Dumas, notamment Le Trou de l’Enfer, Le Capitaine Richard et La Terreur prussienne (p.30).

## Place dans la production littéraire européenne
Si Paul et Virginie est l'un des hypotextes principaux du Château d'Eppstein, on assiste dans le roman de Dumas et Meurice à « un renouvellement de la veine rousseauiste qui allie l’école de la nature à la transmission livresque », comme le précise Lise Sabourin.
Héritier du roman frénétique, Le Château d’Eppstein est pour Julie Anselmini « une véritable anthologie du romantisme : Shakespeare, Walpole et Byron, Bernardin de Saint-Pierre, Mme de Staël et Musset, Hoffmann, Schiller et Goethe, se fondent dans le creuset de l’œuvre et en nourrissent profondément l’imaginaire. »
Anne-Marie Callet-Bianco considère Le Château d’Eppstein comme un « maillon central entre Le Château d’Otrante (1764), au gothique rudimentaire, et Le Château des Carpathes (1892), de Jules Verne, qui dérive vers la scientificité (p. 31).»